# Gerardo Antonazzo
Gerardo Antonazzo (ur. 20 maja 1956 w Supersano) – włoski duchowny katolicki, biskup Sora-Cassino-Aquino-Pontecorvo od 2013.

## Życiorys
Święcenia kapłańskie otrzymał 12 września 1981 i został inkardynowany do diecezji Ugento-Santa Maria di Leuca. Był m.in. rektorem seminarium w Ugento, delegatem i wikariuszem biskupim odpowiadającym za m.in. duszpasterstwo rodzin, życie konsekrowane oraz za całościowe duszpasterstwo w diecezji, a także wikariuszem generalnym diecezji i jej tymczasowym administratorem.
22 stycznia 2013 papież Benedykt XVI mianował go ordynariuszem diecezji Sora-Aquino-Pontecorvo. Sakry udzielił mu 8 kwietnia 2013 arcybiskup Dominique Mamberti.